# Frozen
„Frozen“ (в превод: Замръзнал) е името на песен на Мадона от албума „Ray of Light“, издаден през 1998 г. През февруари 1998 песента е издадена във формат сингъл. Написана е от Мадона и Патрик Ленърд, а аранжиментът е дело на Уилям Орбит.
Песента е радикална промяна за Мадона. Ниските техно-тонове, източните цигулки и придобитите вокални умения (след школовката от „Евита“) откриват нови територии за нея. Песента има голям успех и се определя като една от най-добрите ѝ. Успехът е по целия свят и е най-големият за Мадона дотогава.
„Frozen“ маркира началото на серия от ремикси, направени през ерата на „Ray of Light“. В началото Мадона е работила с Виктор Калдероне, който вследствие продължава с работота си с нея по следващите ѝ сингли. Негояият Club-mix на „Frozen“ е любим на повечето почитатели. Същото става и с ремикса на Stereo MCs, използван през 2001 по време на турнето „Drowned World Tour“.

## Версии в Британското издание на сингъла
1. Frozen – Album Version (6:11)
2. Frozen – Stereo MCs Mix (5:45)
3. Frozen – Meltdown Mix – Long Version (8:10)
4. Frozen – Extended Club Mix (11:17)
5. Frozen – Widescreen Mix (6:31)